# Adam Alsing
Rolf Adam Engelbrekt Alsing (Karlstad, 12 de octubre de 1968-Estocolmo, 15 de abril de 2020) fue un presentador sueco de televisión y radio, conocido por ser el anfitrión de Big Brother Sweden en Kanal 5. En 2005 se mudó a TV4, donde presentó la versión sueca de Jeopardy!. También presentó su propio programa Adam Live. Más tarde se aventuró en la radio presentando programas en Rix FM y Mix Megapol.

## Biografía
Alsing creció en Karlstad en Värmland y Sollefteå en Ångermanland. Trabajó como disc jockey durante sus años de secundaria en Karlstad. Comenzó su carrera como presentador de varios programas en las transmisiones locales de Sveriges Radio desde Värmland, en ese entonces llamado Radio Värmland.
Cuando TV4 empezó sus transmisiones en 1990, solicitó el trabajo de presentador de televisión y debutó como presentador de "Twist & Shout". En 1991, se convirtió en el presentador del programa de citas "Tur i kärlek" junto con Agneta Sjödin, y presentó más de 100 episodios del programa. En 1993, se mudó a TV3 y comenzó a presentar su propio programa de entrevistas llamado "Adam".  A mediados de la década de 1990, Alsing junto con Nikola Söderlund empezaron la productora "Think Big Productions", produjeron los programas Utmanarna en TV3 y Måndagsklubben en Kanal 5.
Presentó Big Brother entre 2000 y 2005 en Kanal 5, así como la serie de reality Masterplan en 2005. Entre 2006 y 2007, presentó Jeopardy en TV4 para Magnus Härenstam. Entre 2009 y 2011, presentó Sveriges värsta bilförare en TV4.
Entre el 5 de septiembre de 2011 y el 5 de abril de 2012, presentó "Adam Live", un programa de entrevistas en vivo en TV3, y en 2014 presentó a Big Brother nuevamente esta vez en Kanal 9. Participó como concursante en På spåret en 2011 junto con Stefan Holm, el programa se transmitió por SVT.

### Radio
Entre 2004 y 2011, Alsing junto con Gry Forssell y Anders Timell presentaron el programa de radio Äntligen morgon en Mix Megapol. Desde 2012 hasta su muerte, presentó el podcast Adam & Kompani junto con Daniel Breitholtz y Carin da Silva, el trío que se conoció por primera vez durante el rodaje de "Adam Live". En 2013 y hasta 2017, Alsing junto con Marko "Markoolio" Lehtosalo y Brita Zackari comenzaron a presentar el programa matutino Rix MorronZoo en Rix FM.

## Vida personal
Adam Alsing era hijo del exeditor en jefe de Aftonbladet, Rolf Alsing. Desde principios de la década de 1980 estaba casado con Anette Bryskhe, con quien tuvo dos hijos.

## Muerte
Alsing murió el 15 de abril de 2020, a la edad de 51 años, después de sufrir COVID-19 causado por el virus del SARS-CoV-2 durante la pandemia de enfermedad por coronavirus.

## Premios
- Stora Radiopriset 2004: Show matutino del año (Adam Alsings Frukostpass, Radio City 105.9)[19]
- Stora Radiopriset 2010: Anfitrión masculino del año[20]
- Stora Radiopriset 2010: Show matutino del año (Äntligen Morgon, Mix Megapol)
- Stora Radiopriset 2011: Anfitrión masculino del año[21]
- Stora Radiopriset 2015: presentador masculino del año[22]